# Meerburgermolen
De Meerburgermolen is een poldermolen die tussen de A4 en het industrieterrein in de Nederlandse plaats Zoeterwoude-Rijndijk heeft gestaan. De molen dateert uit 1684 en is gebouwd ten behoeve van de bemaling van de Room- of Meerburgerpolder. De molen is sinds de buitengebruikstelling in 1972 in het bezit van de Rijnlandse Molenstichting. Door de verslechterde molenbiotoop is in 2006 besloten de Meerburgermolen te verplaatsen naar een locatie nabij Leiderdorp.
De Meerburgermolen is in 2007 opgeslagen op het terrein van molenmakerij Verbij in Hoogmade. In september 2013 werd de molen herplaatst in de Munnikenpolder in Leiderdorp, deze polder bemaalt hij thans op vrijwillige basis samen met de Munnikenmolen.

## Foto's

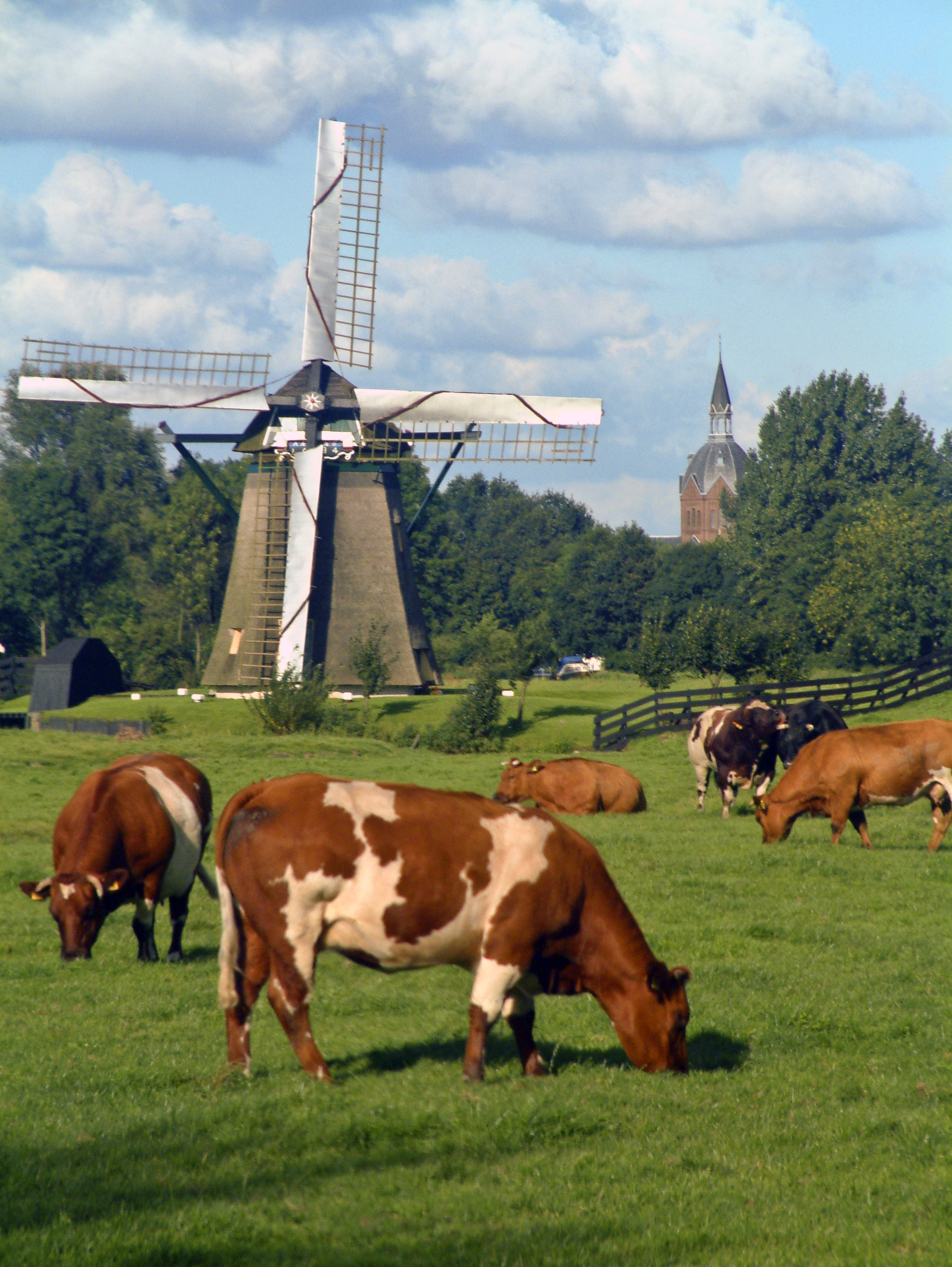
Meerburgermolen van 2002